# هيندمان
هيندمان (بالإنجليزية: Hindman, Kentucky)‏ هي مدينة تقع في مقاطعة نوت، كنتاكي بولاية كنتاكي في وسط جنوب شرق الولايات المتحدة. تبلغ مساحة هذه المدينة 8.8 (كم²)، وترتفع عن سطح البحر 340 م، بلغ عدد سكانها 777 نسمة في عام 2010 حسب إحصاء مكتب تعداد الولايات المتحدة .

## التركيبة السكانية
حدّد مكتب تعداد الولايات المتحدة بيانات التركيبة السكانية لهيندمان في تعداد الولايات المتحدة. في ما يلي، التركيبة السكانية حسب تعدادي 2000 و2010.

### تعداد عام 2000
بلغ عدد سكان هيندمان 787 نسمة بحسب تعداد عام 2000، وبلغ عدد الأسر 356 أسرة وعدد العائلات 220 عائلة مقيمة في المدينة. في حين سجلت الكثافة السكانية 97.6 نسمة لكل كيلومتر مربع (252.8/ميل2). وبلغ عدد الوحدات السكنية 415 وحدة بمتوسط كثافة قدره 51.5 لكل كيلومتر مربع (133.4/ميل2).
وتوزع التركيب العرقي للمدينة بنسبة 97.59% من البيض و0.38% من الأمريكيين الأصليين و0.38% من الأعراق الأخرى و1.65% من عرقين مختلطين أو أكثر و1.27% من الهسبانيون أو اللاتينيون من أي عرق.
بلغ عدد الأسر 356 أسرة كانت نسبة 34.8% منها لديها أطفال تحت سن الثامنة عشر تعيش معهم، وبلغت نسبة الأزواج القاطنين مع بعضهم البعض 41.3% من أصل المجموع الكلي للأسر، ونسبة 18.8% من الأسر كان لديها معيلات من الإناث دون وجود شريك،  بينما كانت نسبة 1.7% من الأسر لديها معيلون من الذكور دون وجود شريكة وكانت نسبة 38.2% من غير العائلات. تألفت نسبة 36% من أصل جميع الأسر من عدة أفراد يعيشون في نفس المنزل ونسبة 15.7% كانت تتألف من شخص يعيش بمفرده يبلغ من العمر 65 عاماً أو أكثر. وبلغ متوسط حجم الأسرة المعيشية 2.19، أما متوسط حجم العائلات فبلغ 2.87.
بلغ العمر الوسطي للسكان 37.0 عاماً. وكانت نسبة 25.3% من القاطنين تحت سن الثامنة عشر، وكانت نسبة 10.3% بين الثامنة عشر والرابعة والعشرين عاماً، ونسبة 25.2% كانت واقعةً في الفئة العمرية ما بين الخامسة والعشرين والرابعة والأربعين عاماً، ونسبة 22.5% كانت ما بين الخامسة والأربعين والرابعة والستين، ونسبة 15.9% كانت ضمن فئة الخامسة والستين عاماً فما فوق. يوجد لكل 100 أنثى 81.8 ذكر، ويوجد لكل 100 أنثى في الثامنة عشر من عمرها فما فوق 75.5 ذكر.
بلغ متوسط دخل الأسرة في المدينة 14,511 دولارًا، أما متوسط دخل العائلة فبلغ 21,806 دولارًا. وكان متوسط دخل الذكور 31,477 دولارًا مقابل 21,979 دولارًا للإناث. وسجل دخل الفرد الخاص بالمدينة 11,637 دولارًا. وكانت نسبة 32% من العائلات ونسبة 38.9% من السكان تحت خط الفقر، وكان من هؤلاء نسبة 50% تحت سن الثامنة عشر ونسبة 22.2% في الخامسة والستين من العمر وما فوق.

### تعداد عام 2010
بلغ عدد سكان هيندمان 777 نسمة بحسب تعداد عام 2010، وبلغ عدد الأسر 314 أسرة وعدد العائلات 207 عائلة مقيمة في المدينة. في حين سجلت الكثافة السكانية 96.4 نسمة لكل كيلومتر مربع (249.7/ميل2). وبلغ عدد الوحدات السكنية 371 وحدة بمتوسط كثافة قدره 46 لكل كيلومتر مربع (119.1/ميل2).
وتوزع التركيب العرقي للمدينة بنسبة 98.46% من البيض و0.39% من الأعراق الأخرى و1.16% من عرقين مختلطين أو أكثر و0.90% من الهسبانيون أو اللاتينيون من أي عرق.
بلغ عدد الأسر 314 أسرة كانت نسبة 38.2% منها لديها أطفال تحت سن الثامنة عشر تعيش معهم، وبلغت نسبة الأزواج القاطنين مع بعضهم البعض 40.4% من أصل المجموع الكلي للأسر، ونسبة 21.3% من الأسر كان لديها معيلات من الإناث دون وجود شريك،  بينما كانت نسبة 4.1% من الأسر لديها معيلون من الذكور دون وجود شريكة وكانت نسبة 34.1% من غير العائلات. تألفت نسبة 32.8% من أصل جميع الأسر من عدة أفراد يعيشون في نفس المنزل ونسبة 13.7% كانت تتألف من شخص يعيش بمفرده يبلغ من العمر 65 عاماً أو أكثر. وبلغ متوسط حجم الأسرة المعيشية 2.44، أما متوسط حجم العائلات فبلغ 3.06.
بلغ العمر الوسطي للسكان 33.5 عاماً. وكانت نسبة 29% من القاطنين تحت سن الثامنة عشر، وكانت نسبة 9.3% بين الثامنة عشر والرابعة والعشرين عاماً، ونسبة 26.4% كانت واقعةً في الفئة العمرية ما بين الخامسة والعشرين والرابعة والأربعين عاماً، ونسبة 22.7% كانت ما بين الخامسة والأربعين والرابعة والستين، ونسبة 12.7% كانت ضمن فئة الخامسة والستين عاماً فما فوق. وتوزع التركيب الجنسي للسكان بنسبة 46.1% ذكور و53.9% إناث.

## أعلام
- كارل د. بيركنز

## وصلات خارجية
- The US50 - Cities and Towns in Kentucky State